# The Visualise Tour
The Visualise Tour: Live in Concert este primul turenu al cântăreței Delta Goodrem. Acesta a cuprins zece spectacole.
| Dată          | Oraș      | Arenă                          |
| ------------- | --------- | ------------------------------ |
| Australia     |           |                                |
| 3 iulie 2005  | Newcastle | Newcastle Entertainment Centre |
| 8 iulie 2005  | Perth     | Burswood Dome                  |
| 10 iulie 2005 | Adelaide  | Adelaide Entertainment Centre  |
| 13 iulie 2005 | Melbourne | Rod Laver Arena                |
| 16 iulie 2005 | Melbourne | Rod Laver Arena                |
| 18 iulie 2005 | Brisbane  | Brisbane Entertainment Centre  |
| 21 iulie 2005 | Canberra  | AIS Arena                      |
| 23 iulie 2005 | Sydney    | Sydney SuperDome               |
| 24 iulie 2005 | Sydney    | Sydney SuperDome               |
| 27 iulie 2005 | Hobart    | Derwent Entertainment Centre   |